# Inhibidores de la bomba de protones

Estructura general de los inhibidores de la bomba de protones.

Los inhibidores de la bomba de protones (IBPs) son medicamentos cuya acción principal es la reducción pronunciada y duradera de la producción de ácido en el jugo gástrico. Este grupo de fármacos ha sustituido a otros con efecto similar pero con un mecanismo de acción diferente, llamados antagonistas de receptor de H2 (histamina). Estos medicamentos están entre los más vendidos en el mundo debido a su eficacia y seguridad, y el más común, el omeprazol, está en la lista de medicamentos esenciales de la Organización Mundial de la Salud. Los inhibidores de la bomba de protones son bases débiles lipofílicas. Estructuralmente, todos estos fármacos son distintas variantes del benzimidazol.

## Historia

Timoprazol, la "columna vertebral" de los IBPs.

### Descubrimiento
A finales de la década de 1970 surgieron pruebas de que la recién descubierta bomba de protones (ATPasa H+/K+) en la membrana secretora de la célula parietal era el paso final en la secreción ácida. La bibliografía de los análisis anestésicos llamó la atención sobre el posible compuesto antiviral piridil tioacetamida, que tras un examen más detallado centró la atención en un compuesto antisecretor con mecanismos de acción desconocidos llamado timoprazol. El timoprazol es un piridilmetilsulfinil benzimidazol y llamó la atención por su sencilla estructura química. En el año 1975 se descubrió que el timoprazol inhibía la secreción ácida independientemente del estímulo, extracelular o intracelular.
Los estudios sobre el timoprazol revelaron un agrandamiento de la glándula tiroides debido a la inhibición de la captación de yodo, así como atrofia del timo. Una búsqueda bibliográfica demostró que algunos mercapto-benzimidazoles sustituidos no tenían ningún efecto sobre la captación de yodo y la introducción de dichos sustituyentes en el timoprazol dio lugar a la eliminación de los efectos tóxicos, sin reducir el efecto antisecretor.

Omeprazol, el primer inhibidor de la bomba de protones disponible en el mercado.

Se estudió la optimización de los benzimidazoles sustituidos y sus efectos antisecretores sobre la bomba de protones recién descubierta para obtener valores de pKa más elevados de la piridina, facilitando así la acumulación dentro de la célula parietal y aumentando la tasa de conversión mediada por ácido al mediador activo. Como resultado de dicha optimización, en 1979 se descubrió un derivado del timoprazol, el omeprazol, que fue el primero de una nueva clase de fármacos que controlan la secreción de ácido en el estómago, los inhibidores de la bomba de protones (IBPs). También se realizó la adición de la sustitución 5-metoxi a la molécula de benzimidazol del omeprazol, lo que dio al compuesto mucha más estabilidad a pH neutro. En 1980, se presentó una solicitud de nuevo fármaco en investigación (IND) y el omeprazol entró en la Fase III de ensayos clínicos en humanos en 1982. Se introdujo un nuevo enfoque para el tratamiento de las enfermedades relacionadas con la acidez, y el omeprazol demostró rápidamente ser clínicamente superior a los antagonistas de los receptores H2 de la histamina, y se lanzó en 1988 como Losec en Europa, y en 1990 como Prilosec en Estados Unidos. En 1996, Losec se convirtió en el fármaco más vendido del mundo, y en 2004 más de 800 millones de pacientes habían sido tratados con este medicamento en todo el mundo. Durante la década de 1980, otras 40 empresas entraron en el sector de los IBPs, pero pocas lograron el éxito en el mercado: Takeda con el lansoprazol, Byk Gulden (ahora Nycomed) con el pantoprazol y Eisai con el rabeprazol, todos ellos análogos del omeprazol.

### Desarrollo

#### Pantoprazol
La historia del descubrimiento del pantoprazol es un buen ejemplo del desarrollo escalonado de los IBPs. El principal objetivo de la modificación del timoprazol fue la parte de benzimidazol de su estructura. La adición de un grupo trifluorometilo al resto de benzimidazol dio lugar a una serie de compuestos muy activos con una estabilidad en solución variable. En general, se observó que los sustituyentes fluorados bloqueaban el metabolismo en el punto en el que estaban unidos. Más tarde, el sustituyente fluoroalcoxi, más equilibrado, en lugar del sustituyente trifluorometilo, muy lipofílico y con fuerte retención de electrones, dio lugar a compuestos muy activos con vidas medias supuestamente más largas y mayor estabilidad en solución.
Se comprendió que la actividad estaba vinculada de algún modo a la inestabilidad en solución y, a continuación, se llegó a la conclusión de que las sulfenamidas cíclicas, formadas en condiciones ácidas, eran el principio activo de los IBPs. Por último, se comprendió que las alteraciones aparentemente pequeñas de la espina dorsal del timoprazol no llevaban a ninguna parte, y hubo que centrarse en los sustituyentes de la espina dorsal. Sin embargo, la necesaria reordenación intramolecular del bencimidazol en sulfenamida planteaba severas restricciones geométricas. Los compuestos óptimos serían aquellos que fueran estables a pH neutro pero se activaran rápidamente a pH bajo.
Todavía no era posible un diseño claro de inhibidores activos porque, en la compleja química de múltiples pasos, la influencia de un sustituyente en cada paso de la cascada podía ser diferente y, por tanto, no predecible para la tasa global de activación del ácido prerrequisito. Smith Kline y French, que empezaron a colaborar con Byk Gulden a mediados de 1984, ayudaron en gran medida a determinar los criterios para el desarrollo posterior. A partir de 1985, el objetivo era identificar un compuesto con buena estabilidad a pH neutro, que mantuviera este alto nivel de estabilidad hasta pH 5, pero que fuera rápidamente activable a pH más bajos, combinado con un alto nivel de inhibición de la ATPasa H+/K+. De los numerosos compuestos ya sintetizados y probados que cumplían estos criterios, los candidatos más prometedores eran el pantoprazol y su sal, el pantoprazol sódico.
En 1986 se sintetizó el pantoprazol sódico sesquihidratado y a partir de 1987 el desarrollo del pantoprazol se cambió a la sal sódica, que es más estable y tiene mejor compatibilidad con otros excipientes utilizados en la formulación del fármaco. El pantoprazol se identificó tras casi siete años de investigación y se registró para uso clínico tras otros siete años de desarrollo, y finalmente alcanzó su primer mercado en 1994 en Alemania. En el transcurso de los estudios sobre el pantoprazol, se habían sintetizado y evaluado más de 650 IBPs. El pantoprazol obtuvo elevados criterios de selección en su proceso de desarrollo, especialmente en lo relativo al bajo potencial favorable de interacción con otros fármacos. La buena solubilidad del pantoprazol y su gran estabilidad en solución permitieron que se convirtiera en el primer IBP comercializado para uso intravenoso en pacientes críticos.

#### Esomeprazol
El omeprazol presentaba una variabilidad interindividual y, por tanto, un número significativo de pacientes con trastornos relacionados con la acidez requería dosis más altas o múltiples para lograr el alivio de los síntomas y la curación. Astra AB inició un nuevo programa de investigación en 1987 para identificar un nuevo análogo del omeprazol con menor variabilidad interpacientes. Sólo un compuesto demostró ser superior al omeprazol y fue el isómero (S)-(-), el esomeprazol, que se desarrolló como sal magnésica. El esomeprazol magnésico (marca comercial Nexium) recibió su primera aprobación en 2000 y proporcionó una inhibición más pronunciada de la secreción ácida y una menor variación entre pacientes en comparación con el omeprazol. En 2004, Nexium ya se había utilizado para tratar a más de 200 millones de pacientes.

## Estructura base

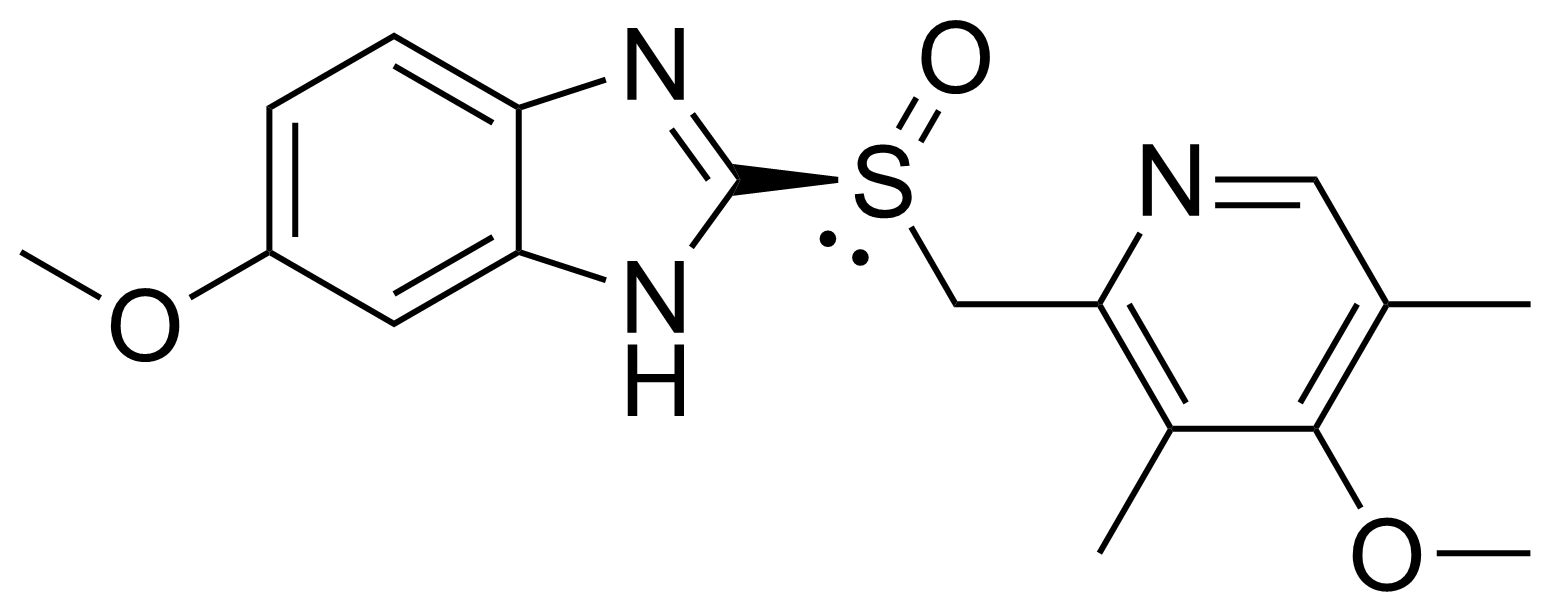
Esomeprazol, un inhibidor de la bomba de protones.

Los IBPs pueden dividirse en dos grupos en función de su estructura básica. Aunque todos los miembros tienen una parte de piridina sustituida, un grupo se ha unido a varios benzimidazoles, mientras que el otro se ha unido a una imidazopiridina sustituida. Gran parte de los IBPs comercializados (omeprazol, lansoprazol, pantoprazol) pertenecen al grupo de los benzimidazoles.
Los inhibidores de la bomba de protones son profármacos y su forma inhibidora real es algo controvertida. En solución ácida, el ácido sulfénico se aísla antes de la reacción con una o más cisteínas accesibles desde la superficie luminar de la enzima, una sulfenamida tetracíclica. Se trata de una molécula planar, por lo que cualquier enantiómero de un IBP pierde estereoespecificidad al activarse.
La eficacia de estos fármacos se deriva de dos factores: su diana, la  ATPasa H+/K+ que es responsable del último paso en la secreción ácida; por lo tanto, su acción sobre la secreción ácida es independiente del estímulo a la secreción ácida, de histamina, acetilcolina u otros estimulantes aún por descubrir. Además, su mecanismo de acción implica la unión covalente del fármaco activado a la enzima, lo que da lugar a una duración de la acción superior a su semivida plasmática.

## Uso clínico
Estos fármacos son utilizados en el tratamiento de enfermedades tales como:
- dispepsia
- úlcera péptica
- síndrome de Zollinger-Ellison
- reflujo gastroesofágico
- esófago de Barrett
- gastritis
- hemorragia digestiva alta
- enfermedad ácido péptica
- prevención de gastropatía por el uso de antiinflamatorios no esteroideos.

### Úlceras porHelicobacter pylori
Para las úlceras causadas por la bacteria Helicobacter pylori, existen dos objetivos terapéuticos: curar la úlcera y erradicar al microorganismo. La terapia más efectiva incluye la combinación de dos antibióticos y un inhibidor de la bomba de protones. La mejor combinación incluye la terapia triple de:
- Inhibidor de la bomba de protones dos veces al día, levofloxacina dos veces al día y amoxicilina una vez al día;[13]
- Para pacientes con alergia a la penicilina, se usa metronidazol dos veces al día en vez de la amoxicilina.

Después de completar la triple terapia, que por lo general dura 10-14 días, se continúa el uso del inhibidor de la bomba de protones por unas 4 a 6 semanas para asegurar la cura completa de la úlcera.
H. pylori es un habitante normal del aparato digestivo alto, pero cuando existen condiciones favorables se hace patógeno. Es prácticamente imposible erradicarlo.

## Mecanismo de acción

### La ATPasa gástrica
La secreción de ácido por el estómago humano da lugar a un pH medio diurno de 1.4. Este gradiente de H+ tan grande (>106 veces) es generado por la H+/K+ ATPasa gástrica, que es una bomba de protones impulsada por ATP. La hidrólisis de una molécula de ATP se utiliza para catalizar el intercambio electroneutro de dos iones luminales de potasio por dos protones citoplasmáticos a través de la membrana gástrica.

#### Estructura
La bomba de protones, H+/K+ ATPasa, es una enzima α,β-heterodimérica. La subunidad α catalítica tiene diez segmentos transmembrana con un grupo de aminoácidos carboxílicos intramembranales situados en el centro de los segmentos transmembrana TM4, TM5, TM6 y TM8. La subunidad β tiene un segmento transmembrana N-terminal en la región citoplasmática. El dominio extracelular de la subunidad β contiene seis o siete sitios de N-glicosilación, que son importantes para el ensamblaje, la maduración y la clasificación de la enzima.

#### Función
El transporte de iones se realiza mediante cambios conformacionales cíclicos de la enzima entre sus dos principales estados de reacción, E1 y E2. Los estados E1 abierto citoplasmático y E2 abierto luminal tienen una alta afinidad por el H+ y el K+. La expulsión del protón a una concentración de 160 mM (pH 0.8) es el resultado del movimiento de la lisina 791 hacia el sitio de unión del ion en la configuración E2P.

### Modo de unión de los IBPs
Los IBPs actúan bloqueando irreversiblemente a la H+/K+ ATPasa. La unión disulfuro del inhibidor tiene lugar en el sector luminal de la H+/K+ ATPasa donde se unen 2 mol de inhibidor por 1 mol de H+/K+ ATPasa en el sitio activo. Todos los IBPs reaccionan con la cisteína 813 en el bucle entre TM5 y TM6 en la H+/K+ ATPasa, fijando la enzima en la configuración E2. El omeprazol reacciona con la cisteína 813 y 892. El rabeprazol se une a la cisteína 813 y tanto a la 892 como a la 321. El lansoprazol reacciona con la cisteína 813 y la cisteína 321, mientras que el pantoprazol y el tenatoprazol reaccionan con la cisteína 813 y 822. La reacción con la cisteína 822 confiere una propiedad bastante especial a la enzima inhibida covalentemente, a saber, la irreversibilidad a los agentes reductores. El primer paso probable es la unión del profármaco protonado en la piridina del compuesto con la cisteína 813. Después se añade el segundo protón con transporte de ácido por la H+/K+ ATPasa, y se activa el compuesto. Datos recientes sugieren que el ácido sulfénico hidratado es la especie reactiva que se forma directamente a partir del benzimidazol monoprotonado unido en la superficie de la bomba.
La H+/K+ ATPasa participa en la etapa terminal de la secreción de protones en el estómago, y es directamente responsable de la secreción de iones H+ al lumen del estómago, haciéndola una diana ideal para la inhibición de la secreción ácida. La utilización de esta etapa final como blanco, así como la naturaleza irreversible de la inhibición, hace de esta clase de fármacos que sean más efectivos que los antagonistas de H2. Reducen la secreción ácida entre un 90-99 % durante 24 horas.
Los IBPs son bases débiles lipofílicas que se administran como bioprecursores o profármacos (en una forma inactiva neutra que son estructuralmente distintas variantes de benzimidazol). Esta forma lipofílica les permite atravesar la membrana celular y llegar a los compartimentos intracelulares: canalículos de las células parietales donde se encuentran con un pH ácido que les transforma en una forma protonada activa (sulfonamida) que se une irreversiblemente (se une covalentemente por un enlace disulfuro con los grupos sulfidrilo de residuos de cisteína de la ATPasa H+/K+ inhibiendo su acción. 

### Saturación de la ATPasa gástrica
Aunque el consumo de alimentos estimula la secreción ácida y ésta activa los IBPs, los IBPs no pueden inhibir todas las bombas de protones presentes en el estómago. Se inhiben aproximadamente el 70% de las enzimas, ya que los IBPs tienen una semivida corta y no se activan todas las enzimas de la bomba. Se tarda unos 3 días en alcanzar el estado estacionario de inhibición de la secreción ácida, ya que se alcanza un equilibrio entre la inhibición covalente de las bombas activas, la posterior estimulación de las bombas inactivas una vez eliminado el fármaco de la sangre y la síntesis de novo de nuevas bombas.

## Farmacocinética
Generalmente, la absorción de estos inhibidores no se ve afectada por la coadministración con comida. El rango de absorción de omeprazol, no obstante disminuye concomitantemente con la entrada de comida. Adicionalmente, la absorción de lansoprazol o esomeprazol disminuye y se retrasa por comida. Estos efectos farmacocinéticos, no obstante, no tienen un impacto significativo en la eficacia. (Wyeth Australia, 2004; AstraZeneca, 2005).
La vida media de estos inhibidores está entre las 0.5 y las 2 horas; de cualquier manera, el efecto de una simple dosis sobre la secreción de ácidos persiste unos 2 a 3 días. Esto es debido a la acumulación del fármaco en las células parietales y a la naturaleza irreversible de la inhibición.

## Ejemplos de inhibidores de la bomba de protones

### Benzimidazoles
- omeprazol (nombres comerciales: Pepticum®, Losec®, Parizac®).

El omeprazol fue el primer IBP del mercado, en 1988. Es un fármaco racemato con la estructura vertebral del timoprazol, pero sustituido con dos grupos metoxi y dos grupos metilo. Uno de los grupos metoxi está en la posición 6 del benzimidazol y el otro en la posición 4 de la piridina, y los grupos metilo están en las posiciones 3 y 5 de la piridina. El omeprazol se presenta en forma de comprimidos con recubrimiento entérico, cápsulas, comprimidos masticables, polvos para suspensiones orales y polvo para inyección intravenosa.
- lansoprazol (nombres comerciales: Ogastro®, Opiren Flas®, Zoton®, Inhibitol®).

El lansoprazol fue el segundo de los IBPs en llegar al mercado, lanzándose en Europa en 1991 y en EE. UU. en 1995. No presenta sustituciones en el benzimidazol, pero sí dos sustituyentes en la piridina, un grupo metilo en la posición 3 y un grupo trifluoroetoxi en la posición 4. El fármaco es un racemato de los enantiómeros dexlansoprazol y levolansoprazol. Se presenta en cápsulas y comprimidos gastrorresistentes, así como en comprimidos masticables.
- pantoprazol (nombres comerciales: Pantozol®, Tecta®, Pantecta®, Protonix®, Somac®, Pantoloc®).

El pantoprazol fue el tercer IBP y se introdujo en el mercado alemán en 1994. Tiene un grupo lateral difluoroalcoxi en la parte del benzimidazol y dos grupos metoxi en las posiciones 3 y 4 de la piridina. El pantoprazol fue preparado por primera vez en abril de 1985 por un pequeño grupo de químicos. Se trata de una piridina sustituida por dimetoxi unida a un benzimidazol sustituido por fluoroalcoxi. El pantoprazol sódico se presenta en comprimidos gastrorresistentes o de liberación retardada y en polvo liofilizado para uso intravenoso.
- rabeprazol (nombres comerciales: Rabecid®, Aciphex®, Pariet®).

El rabeprazol es un nuevo compuesto de benzimidazol comercializado en EE. UU. desde 1999. Es similar al lansoprazol en que no tiene sustituyentes en su parte de benzimidazol y un grupo metilo en el sitio 3 de la piridina, la única diferencia es la sustitución metoxipropoxi en el sitio 4 en lugar del grupo trifluoroetoxi del lansoprazol. El rabeprazol se comercializa como sal sódica de rabeprazol. Se presenta en forma de comprimidos con recubrimiento entérico.
- esomeprazol (nombres comerciales: Nexium®, Gletop®, ESOZ®).

En 2001 se lanzó en EE. UU. el esomeprazol, como continuación de la patente del omeprazol. El esomeprazol es el (S)-(-)-enantiómero del omeprazol y proporciona una mayor biodisponibilidad y una mayor eficacia, en términos de control de la acidez gástrica, que el (R)-(+)-enantiómero del omeprazol. En teoría, al utilizar esomeprazol puro los efectos sobre la bomba de protones serán iguales en todos los pacientes, eliminando el «efecto metabolizador pobre» del racemato de omeprazol. Está disponible en cápsulas o comprimidos de liberación retardada y en forma de esomeprazol sódico para inyección/infusión intravenosa. Los preparados orales de esomeprazol son de cubierta entérica, debido a la rápida degradación del fármaco en las condiciones ácidas del estómago. Esto se consigue formulando cápsulas mediante el sistema de gránulos de unidades múltiples. Aunque el isómero (S)-(-)- es más potente en humanos, el isómero (R)-(+)- es más potente en ensayos con ratas, mientras que los enantiómeros son equipotentes en perros.
- dexlansoprazol (nombre comercial: Kapidex®, Dexilant®, Dexivant°).

El dexlansoprazol se lanzó como continuación del lansoprazol en 2009. El dexlansoprazol es un (R)-(+)-enantiómero del lansoprazol, comercializado como Dexilant. Tras la administración oral del lansoprazol racémico, el fármaco circulante es un 80% de dexlansoprazol. Además, ambos enantiómeros tienen efectos similares sobre la bomba de protones. Por consiguiente, la principal ventaja de Dexilant no es el hecho de que sea una sustancia enantiopura. La ventaja es la formulación farmacéutica del fármaco, que se basa en una tecnología de liberación dual, con una primera liberación rápida que produce un pico de concentración en plasma sanguíneo aproximadamente una hora después de la aplicación, y una segunda liberación retardada que produce otro pico unas cuatro horas más tarde.
- ilaprazol (nombre comercial: Noltec°, Norutec°).
- dexpantoprazol (nombre comercial: Gamo°).
- dexrabeprazol (nombre comercial: Tiazopir°).

### Imidazopiridinas
- tenatoprazol

Tenatoprazol.

El tenatoprazol es un candidato a fármaco IBP que ya en 2003 se estaba probando clínicamente como posible tratamiento de la esofagitis por reflujo y la úlcera péptica. El compuesto fue inventado por Mitsubishi Tanabe Pharma, la rama farmacéutica de Mitsubishi.: 22 
Mitsubishi informó de que el tenatoprazol seguía en ensayos clínicos de fase I en 2007 y de nuevo en 2012.: 17 
El tenatoprazol tiene un anillo de imidazopiridina en lugar de la molécula de benzimidazol de otros IBPs. Fue diseñado como una nueva entidad química con una semivida plasmática sustancialmente prolongada (7 horas), pero que por lo demás tiene una actividad similar a la de otros IBPs.
La diferencia en la columna vertebral estructural del tenatoprazol en comparación con los IBPs de benzimidazol, es su fracción de imidazo[4,5-b]piridina, que reduce la tasa de metabolismo, lo que permite un tiempo de residencia plasmática más prolongado, pero también disminuye el pKa del N-imidazol fusionado en comparación con los IBPs actuales. El tenatoprazol tiene los mismos sustituyentes que el omeprazol, los grupos metoxi en la posición 6 de la imidazopiridina y en la posición 4 de la piridina, así como dos grupos metilo en las posiciones 3 y 5 de la piridina.
La biodisponibilidad del tenatoprazol es el doble para la forma hidrato de sal sódica (S)-(-)-tenatoprazol que para la forma libre en perros. Esta mayor biodisponibilidad se debe a las diferencias en la estructura cristalina y la naturaleza hidrofóbica de las dos formas, por lo que es más probable que se comercialice como el (S)-(-)-enantiómero puro.

## Efectos secundarios
Este tipo de inhibidores son por lo general bien tolerados y la aparición de efectos secundarios es relativamente poco común. El rango de aparición de efectos secundarios es similar a todos los inhibidores de la bomba de protones restantes, si bien se han descrito más frecuentemente con omeprazol. Esto puede ser debido a que este fármaco es el que más tiempo lleva utilizándose y del que más datos disponibles se tienen.
Los efectos secundarios más frecuentes incluyen: dolor de cabeza, náuseas, diarreas, dolor abdominal, fatiga y vértigo. (Rossi, 2004).
El uso prolongado de estos inhibidores ha sido poco estudiado, pero en un estudio de 135 000 personas de más de 50 años de edad, aquellos que tomaron dosis altas durante más de un año resultaron 2.6 veces más propensos a fracturas de cadera. Aquellos que tomaron dosis pequeñas durante 1 a 4 años, resultaron 1.2 a 1.6 veces más propensos a la fractura de cadera. El riesgo de fractura se incrementó con el tiempo de consumo de este inhibidor. Las teorías de la causa de este incremento incluyen que la reducción del ácido en el estómago reduce la cantidad de calcio que se disuelve o que el inhibidor puede interferir con la regeneración de los huesos al interferir con la producción de ácido de la osteoclasia. Además, la reducción de la vitamina B12 (al elevar la homocistina) puede originar fragilidad en los huesos, un efecto que puede compensarse con el consumo de B12, o añadiendo unos 100 microgramos de B12 al empaquetar el inhibidor.

## Investigación futura y nuevas generaciones de IBPs

### Antiácidos potasio-competitivos o antagonistas de la bomba de ácido
A pesar de que los IBPs han revolucionado el tratamiento de la ERGE, todavía se puede mejorar la velocidad de aparición de la supresión ácida, así como el modo de acción independiente de un entorno ácido y también una mejor inhibición de la bomba de protones. Por lo tanto, en los últimos años se ha estado desarrollando una nueva clase de IBPs, los antiácidos potasio-competitivos (en inglés: potassium-competitive acid blockers, P-CAB) o antagonistas de la bomba de ácido (acid pump antagonists, APA), que muy probablemente serán la próxima generación de fármacos que supriman la actividad gástrica. Estos nuevos agentes pueden inhibir de forma reversible y competitiva el paso final de la secreción ácida gástrica con respecto a la unión del K+ a la H+/K+ ATPasa gástrica de las células parietales. Es decir, bloquean la acción de la H+/K+ ATPasa al unirse al sitio del canal de K+ o cerca de él. Dado que la unión es competitiva y reversible, estos agentes tienen el potencial de lograr una inhibición más rápida de la secreción ácida y una mayor duración de la acción en comparación con los IBPs, lo que se traduce en un alivio y una curación más rápidos de los síntomas.

SCH28080, el prototipo de los P-CAB.

El compuesto SCH28080, a base de imidazopiridina, fue el prototipo de esta clase y resultó ser hepatotóxico. Entre los nuevos agentes actualmente en desarrollo se encuentran el CS-526, el linaprazán, el soraprazán y el revaprazán, este último en fase de ensayo clínico. Aún quedan estudios para determinar si estos u otros compuestos relacionados pueden llegar a ser útiles.
- tegoprazán (nombre comercial: Ki-Cab°).
- linaprazán
- revaprazán
- vonoprazán
- fexuprazán (nombre comercial: Abcito°).